# Bibliothèque publique et universitaire de Bâle-Ville
 (avril 2022).
Si vous disposez d'ouvrages ou d'articles de référence ou si vous connaissez des sites web de qualité traitant du thème abordé ici, merci de compléter l'article en donnant les références utiles à sa vérifiabilité et en les liant à la section « Notes et références ».

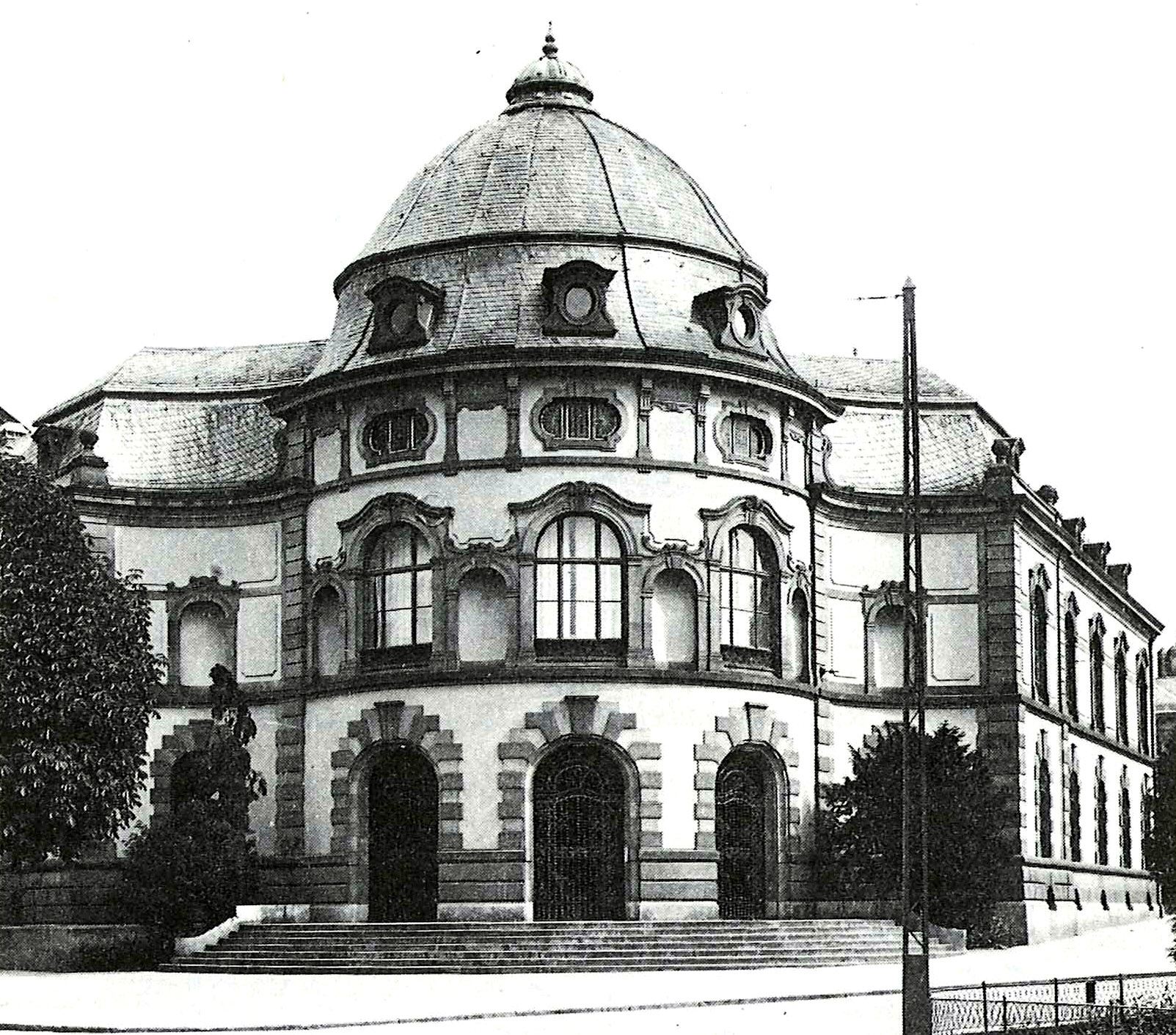
Bibliothèque de Bâle-Ville en 1896

La bibliothèque scientifique de l’Université de Bâle (de son nom officiel Bibliothèque publique et universitaire de Bâle-Ville) collectionne sans limites professionnelles[pas clair], mais elle met l’accent sur les sciences humaines et sociales ainsi que la médecine. S’il y a un intérêt scientifique pour la littérature non scientifique, celle-ci est également incorporée. En collaboration avec les bibliothèques institutionnelles, la BPU fournit la littérature pour les études et les recherches dans le domaine des hautes écoles. Parallèlement, elle est la bibliothèque cantonale de Bâle-Ville : elle collectionne les Basilensia, donc toutes les publications écrites par des Bâlois, éditées dans le canton ou ayant Bâle et ses habitants pour sujet.
La Bibliothèque médicale ainsi que celle du Centre économique (et donc aussi l’Archive suisse d’économie) font également partie de la BPU. La plupart de toutes ces bibliothèques institutionnelles sont intégrées dans le Réseau d’information de la Suisse alémanique IDS (en allemand : Informationsverbund Deutschschweiz). 

## Chronologie
- 1471 Première preuve écrite de la Bibliothèque.
- 1559 La Bibliothèque possède son premier catalogue imprimé.
- 1866 Embauche du premier bibliothécaire officiel.
- 1889 Le catalogue n’est désormais plus sous forme imprimée, mais sur fiches.
- 1896 La Bibliothèque s’installe dans ses propres locaux.
- 1939 Le catalogue des mots-clé est commencé.
- 1978 La bibliothèque médicale devient une succursale de la BPU à l’hôpital universitaire de Bâle (autrefois l’hôpital cantonal de Bâle).
- 1981 Informatisation du catalogue et de l’acquisition.
- 1985 Installation dune base de données.
- 1988 Le catalogue en ligne OPAC (Online Public Access Catalog) est mis en service. Parallèlement, la bibliothèque du centre économique ainsi que l’archive suisse d’économie ouvrent en tant que succursale de la BPU de Bâle-Ville.
- 1995 Début de l’automatisation du prêt. Le magasin à libre accès est mis en service.
- 1997 Installation des postes d’Internet ouverts au public.

## Fonds

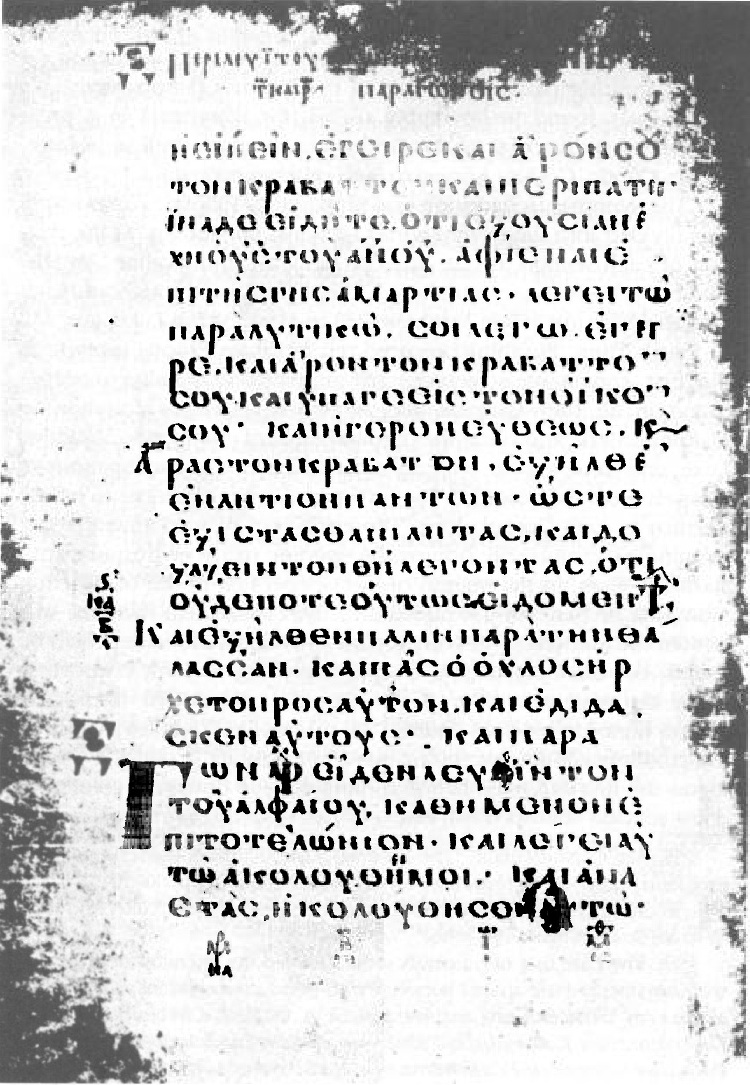
Codex Basilensis - Marc 2,9-14

Dans l’ensemble, la BPU possède plus de 3 000 000 de documents et est par conséquent une des plus grandes bibliothèques en Suisse. En outre, elle conserve un des fonds historiques les plus volumineux : cette collection est constitué d'environ 1 750 manuscrits médiévaux, incunables, partitions, cartes et portraits, venant surtout des couvents bâlois et de l’université. Le fonds de la BPU est complété par les bibliothèques institutionnelles de l’université, par les bibliothèques générales de la Société pour le bon Bâle d’utilité publique GGG (en allemand : Gesellschaft für das Gute und Gemeinnützige Basel) ainsi que par quelques autres bibliothèques spécialisées.

## Catalogues
L’IDS Bâle Berne (le réseau d’information de la Suisse alémanique) est le catalogue général. De plus, les catalogues suivants existent : 
- Le catalogue de thèse
- Le catalogue pour les fonds anciens et spéciaux
- La collection de liens vers d’autres catalogues suisses et européens

## Utilisation
La BPU dispose d’un magasin à libre accès ainsi que d’un magasin fermé. La bibliothèque est ouverte à toute personne ayant atteint leurs 14 ans et habitant ou travaillant en Suisse ou dans les régions transfrontalières et au corps de l’Université de Bâle ainsi que celui des universités EUCOR (la confédération européenne des universités du Rhin supérieur).